# Curva de desenvolvimento capitalista
Curva do desenvolvimento capitalista é a teoria desenvolvida por Marx e León Trotsky, em paralelo as ondas longas de Nikolai Kondratiev, devido ao debate interno do Partido Comunista soviético sobre a situação econômica do capitalismo mundial e suas perspectivas à revolução socialista na primeira metade da década de 1920. A curva de desenvolvimento capitalista de Trotsky aponta as fases históricas do desenvolvimento do Capitalismo a partir das variações na direção e intensidade na constituição das forças produtivas como processo das transformações das relações de produção, da luta de classes e de outros acontecimentos e fatores não-econômicos.
A teoria da curva de desenvolvimento capitalista é uma contribuição de Trotsky ao marxismo e às ciências sociais em mesmo nível, e complementar, à teoria da revolução permanente e à teoria da Lei do desenvolvimento desigual e combinado.

## História da teoria
Trotsky desenvolverá a ideia de curva de desenvolvimento capitalista ainda em 1921, contudo ainda não sistematizado, no artigo A Situação Mundial - um informe sobre conjuntura mundial, apresentada perante o Comitê Central, e reescrita como informe ao Congresso da Internacional Comunista) e reapresentando-a também em outros artigos.
A primeira sistematização sobre essa teoria se fará, em 1923, com o artigo A Curva do Desenvolvimento Capitalista, quando aí sistematizará essa ideia, devido a polêmica aberta com o aparecimento dos trabalhos de Nikolai Kondratiev sobre ondas longas, ciclos econômicos de 50 anos, posteriormente chamados de ciclos K. Inclusive, em 1926, proferirá uma conferência em réplica as manifestações desse teórico em um seminário, que depois será transformado no artigo Sobre a Questão das Tendências do Desenvolvimento da Economia Mundial.

## A curva
A curva de desenvolvimento capitalista de Trotsky aponta as fases históricas do desenvolvimento do Capitalismo e a partir das variações na direção e intensidade na constituição das forças produtivas.
Na curva de desenvolvimento de Trotsky se consegue identificar duas relevantes questões para a História econômica e Economia Política Internacional. As fases sucessivas do desenvolvimento do capitalismo, constituídas a partir das vários formatos que a dinâmica do capitalismo teve, impactando na dinâmica de longo prazo. E, verificar que os ciclos não correspondem obrigatoriamente a prazos constantes no tempo, mas a processos históricos.
Haveria, portanto, uma a variação temporal na duração de cada ciclo econômico. Os prazos entre os ciclos variam à medida que acompanham as viradas históricas, que não são exclusivas do funcionamento autônomo dos ciclos industriais, que não acontecem em um prazo pré-fixado, mas resultados de processos históricos sociais, onde outras determinações não exclusivamente econômicas são relevantes. A intensidade e a direção do desenvolvimento forças produtivas é determinada por fenômenos extra-econômicos, especialmente os políticos (o Estado, os partidos, o Governo, etc), mas também o aparecimento de uma nova tecnologia, a derrota do movimento operário, a colonização de um novo continente, a descoberta de uma nova matéria-prima, etc.
A curva, se fosse expressa graficamente, tomaria a forma de uma curva sinuosa, como uma escada mas com degraus irregulares e desproporcionais. Enquanto a curva do ciclos de Kondratiev seria uma curva sinuosa, regular e repetitiva.

## A compatibilidade ou não entre Trótski e Kondratiev
O economista e líder trotskista Ernest Mandel (em Capitalismo Tardio) defendia ser a teoria dos ciclos de Kondratiev compatível e complementar à visão de Trotsky sobre desenvolvimento e dinâmica de longo prazo do capitalismo.
Outros autores, mais recentemente, partindo de Mandel, pretendem preencher as lacunas da teoria de ondas longas com uso de elementos teóricos não marxistas, especialmente o emprego de aportes encontrados em autores neoschumpeterianos. Contudo, para outros, como o economista canadense Richard B. Day, apontam uma incompatibilidade entre as teorias de Trotsky e Kondratiev.